# Coupe de Slovénie masculine de handball
La Coupe de Slovénie masculine de handball est une compétition de handball à élimination directe ouverte aux clubs masculins de Slovénie. Créée en 1991, la compétition se joue avec les équipes masculines des deux premières divisions.

## Histoire
La compétition est fondée en 1991, année d'indépendance de la Slovénie après la séparation avec la Yougoslavie.
Jusqu'en 2018, comme en championnat, la compétition est nettement dominée par le RK Celje qui a remporté vingt-et-une coupes en vingt-sept éditions. Seules six éditions ont donc été remportée par d'autre club : le Cimos Koper en a remporté trois à la fin des années 2000 tandis que le Gorenje Velenje, le RK Hrpelje-Kozina et le RK Prule 67 possèdent une coupe à leur palmarès.
Depuis 2019, outre les éditions perturbées par le Covid-19, sept clubs différents ont atteint la finale avec trois vainqueurs différents.

## Palmarès
| Saison  | Vainqueur                                   | Finaliste                                   | Score                                       |
| ------- | ------------------------------------------- | ------------------------------------------- | ------------------------------------------- |
| 1991-92 | RK Celje                                    | RK Bakovci                                  | 32-19                                       |
| 1992-93 | RK Celje                                    | RD Slovan Ljubljana                         | 15-10                                       |
| 1993-94 | RK Celje                                    | RK Slovenj Gradec                           | 25-21                                       |
| 1994-95 | RK Celje                                    | RK Gorenje Velenje                          | 31-20                                       |
| 1995-96 | RK Celje                                    | RD Slovan Ljubljana                         | 27-22                                       |
| 1996-97 | RK Celje                                    | RK Gorenje Velenje                          | 29-19                                       |
| 1997-98 | RK Celje                                    | RK Gorenje Velenje                          | 25-21                                       |
| 1998-99 | RK Celje                                    | Prule 67                                    | 29-24                                       |
| 1999-00 | RK Celje                                    | Prule 67                                    | 29-25                                       |
| 2000-01 | RK Celje                                    | RK Gorenje Velenje                          | 29-23                                       |
| 2001-02 | RD Prule 67 (1)                             | RK Celje                                    | 27-26                                       |
| 2002-03 | RK Gorenje Velenje (1)                      | RD Prule 67                                 | 29-25                                       |
| 2003-04 | RK Celje                                    | RK Slovenj Gradec                           | 40-25                                       |
| 2004-05 | Gold Club (1)                               | RK Celje                                    | 40-37                                       |
| 2005-06 | RK Celje                                    | Gold Club                                   | 27-24                                       |
| 2006-07 | RK Celje                                    | RK Gorenje Velenje                          | 28-26                                       |
| 2007-08 | Cimos Koper                                 | Gold Club                                   | 30-25                                       |
| 2008-09 | Cimos Koper                                 | RK Celje                                    | 24-19                                       |
| 2009-10 | RK Celje                                    | Maribor Branik                              | 35-33                                       |
| 2010-11 | Cimos Koper (3)                             | RK Gorenje Velenje                          | 22-20                                       |
| 2011-12 | RK Celje                                    | Cimos Koper                                 | 26-21                                       |
| 2012-13 | RK Celje                                    | RK Gorenje Velenje                          | 28-24                                       |
| 2013-14 | RK Celje                                    | SVIŠ Ivančna Gorica                         | 31-16                                       |
| 2014-15 | RK Celje                                    | RK Gorenje Velenje                          | 34-29                                       |
| 2015-16 | RK Celje                                    | RD Koper 2013                               | 38-25                                       |
| 2016-17 | RK Celje                                    | Maribor Branik                              | 36-28                                       |
| 2017-18 | RK Celje (21)                               | MRK Krka                                    | 40-33                                       |
| 2018-19 | RK Gorenje Velenje (2)                      | MRK Krka                                    | 24-20                                       |
| 2019-20 | Arrêtée à cause de la pandémie de Covid-19. | Arrêtée à cause de la pandémie de Covid-19. | Arrêtée à cause de la pandémie de Covid-19. |
| 2020-21 | Non disputée.                               | Non disputée.                               | Non disputée.                               |
| 2021-22 | RK Gorenje Velenje (3)                      | RD Škofja Loka                              | 34-31                                       |
| 2022-23 | RK Celje (22)                               | Jeruzalem Ormož                             | 35-24                                       |
| 2023-24 | Trimo Trebnje (1)                           | RK Slovenj Gradec                           | 35–28                                       |

## Bilan par club
| Rang  | Club                     | Titres | Années victorieuses |
| ----- | ------------------------ | ------ | --- |
| 1     | RK Celje                 | 22     | 1992, 1993, 1994, 1995, 1996, 1997, 1998, 1999, 2000, 2001, 2004, 2006, 2007, 2010, 2012, 2013, 2014, 2015, 2016, 2017, 2018, 2023 |
| 2     | RK Koper                 | 3      | 2008, 2009, 2011 |
| 2     | RK Gorenje Velenje       | 3      | 2003, 2019, 2022 |
| 4     | RD Prule 67              | 1      | 2002 |
| 4     | RD Jadran Hrpelje-Kozina | 1      | 2005 |
| 4     | Trimo Trebnje            | 1      | 2024 |
| -     | Arrêtée ou non disputée  | 2      | 2020, 2021 |
| Total | Total                    | 33     | 1992-2024 |